# قراجة محمد
قراجة محمد هي قرية في مقاطعة مرند، إيران. عدد سكان هذه القرية هو 1,396 في سنة 2006.